# Les Martres-d'Artière
Les Martres-d'Artière è un comune francese di 2 008 abitanti situato nel dipartimento del Puy-de-Dôme nella regione dell'Alvernia-Rodano-Alpi.

## Società

### Evoluzione demografica
Abitanti censiti